# Panāh Kandī
Panāh Kandī (persiska: پَناه كَندی, پناه کندی) är en ort i Iran.   Den ligger i provinsen Västazarbaijan, i den nordvästra delen av landet, 700 km nordväst om huvudstaden Teheran. Panāh Kandī ligger 812 meter över havet och antalet invånare är 248.
Terrängen runt Panāh Kandī är platt. Runt Panāh Kandī är det ganska glesbefolkat, med 39 invånare per kvadratkilometer. Närmaste större samhälle är Poldasht, 9,2 km norr om Panāh Kandī. Trakten runt Panāh Kandī består i huvudsak av gräsmarker.